# Nina Stahr

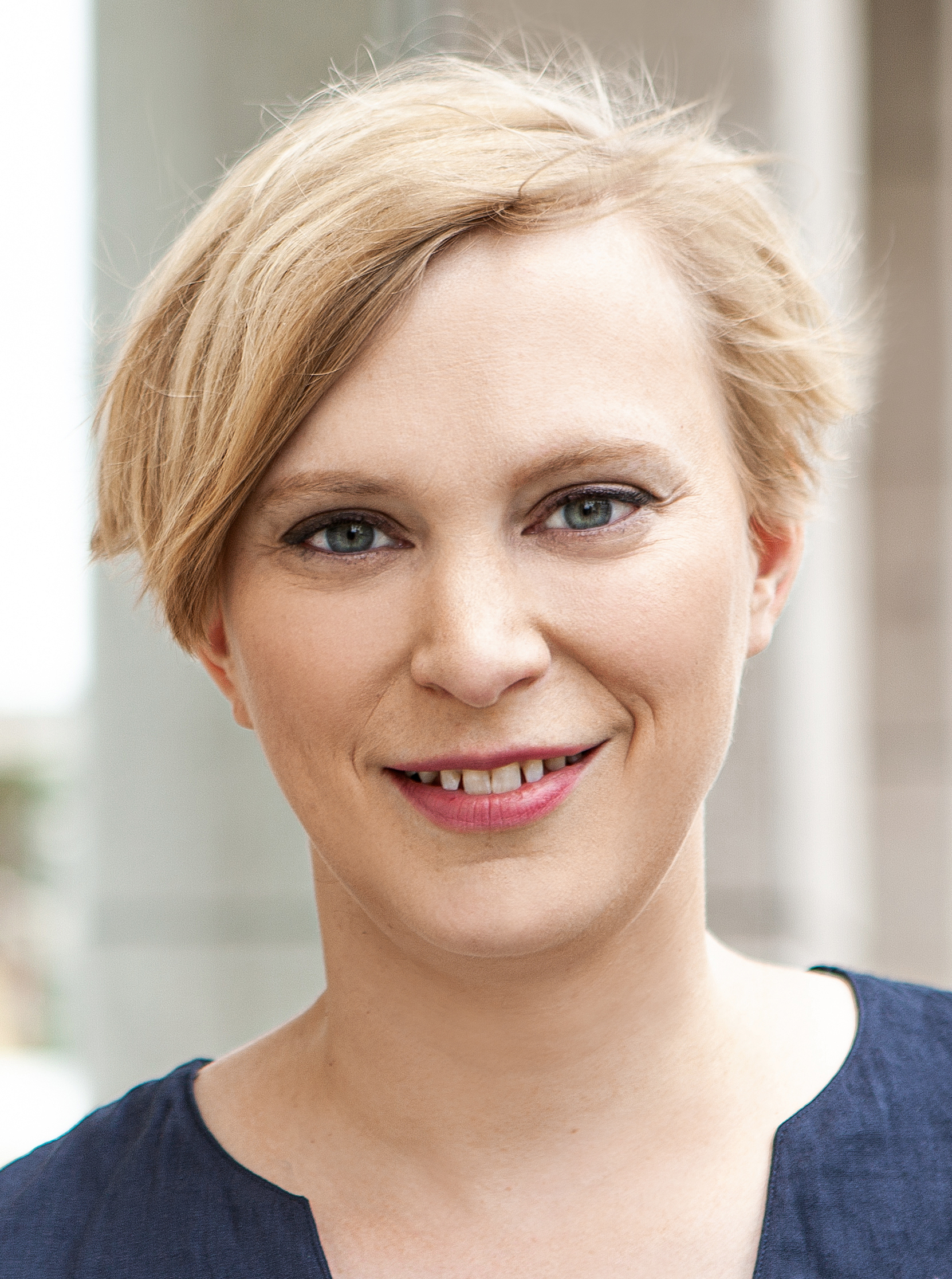
Nina Stahr (2020)

Nina Stahr (* 27. Oktober 1982 in Frankfurt am Main) ist eine deutsche Politikerin (Bündnis 90/Die Grünen). Sie war von 2021 bis 2024 Mitglied des Deutschen Bundestages. Von Dezember 2016 bis Dezember 2021 war sie gemeinsam mit Werner Graf Landesvorsitzende der Berliner Grünen. Am 13. Dezember 2023 wurde sie erneut in das Amt gewählt.

## Ausbildung
Stahr legte 2002 am Georg-Büchner-Gymnasium in Bad Vilbel das Abitur ab. Anschließend studierte sie bis 2011 Englisch und Geschichte auf Lehramt an der Goethe-Universität Frankfurt am Main, der Freien Universität Berlin und der Humboldt-Universität zu Berlin. 2004 und 2005 arbeitete sie als Sprachassistentin im englischen Great Malvern. 2011 bestand sie die erste Staatsprüfung, 2016 – nach einer Anstellung bei den Grünen und einem durch eine Elternzeit unterbrochenen Lehramtsreferendariat in Berlin – die zweite Staatsprüfung.

## Partei
2006 wurde Stahr Mitglied von Bündnis 90/Die Grünen. Sie war Mitglied des Kreisvorstandes im Berliner Bezirk Steglitz-Zehlendorf. Von 2016 bis 2021 war Stahr gemeinsam mit Werner Graf Landesvorsitzende der Berliner Grünen. Seit Ende 2023 ist sie gemeinsam mit Philmon Ghirmai erneut Landesvorsitzende. Am 13. Dezember 2023 wurde sie zunächst für eine Übergangsfrist bis zur Landesdelegiertenkonferenz im Mai 2024 gewählt. Gemäß dem Grundsatz der Trennung von Parteiamt und Mandat in der Satzung ist die gleichzeitige Wahrnehmung eines Parteiamtes und eines Abgeordnetenmandats eigentlich nicht zulässig. Nach dem Verlust ihres Bundestagsmandats im März 2024 blieb Stahr Landesvorsitzende.

## Kandidaturen und Mandate
Von 2011 bis Ende 2016 war Nina Stahr Mitglied der Bezirksverordnetenversammlung von Steglitz-Zehlendorf, ab Herbst 2016 als Fraktionsvorsitzende der Grünen.
Bei der Bundestagswahl 2013 kandidierte Nina Stahr für die Grünen im Bundestagswahlkreis Berlin-Steglitz-Zehlendorf. Mit 11,8 % der Erststimmen unterlag sie dem CDU-Kandidaten Karl-Georg Wellmann. Bei der Wahl zum Abgeordnetenhaus von Berlin 2016 trat sie im Wahlkreis Steglitz-Zehlendorf 7 an und erhielt 17,0 % der Erststimmen; das Mandat erlangte auch hier ihr CDU-Gegenkandidat, Stephan Standfuß.
Bei der Bundestagswahl 2021 trat Stahr wiederum als Direktkandidatin im Wahlkreis Steglitz–Zehlendorf an, außerdem auf Platz 5 der Landesliste der Berliner Grünen. In ihrem Wahlkreis bekam sie 22,2 % der Stimmen; das Direktmandat erlangte Thomas Heilmann (CDU). Über die Landesliste zog sie in den 20. Deutschen Bundestag ein. Nach der teilweisen Wahlwiederholung 2024 standen den Berliner Grünen aufgrund der geringen Wahlbeteiligung nur noch vier Listenmandate zu; das fünfte fiel der nordrhein-westfälischen Landesliste der Grünen zu. Stahr musste deshalb ihr Mandat im März 2024 an ihre Parteikollegin Franziska Krumwiede-Steiner abgeben.
Zur Bundestagswahl 2025 bewarb sich Stahr erfolglos auf Platz 3 der Landesliste von Bündnis 90/Die Grünen Berlin um ein Mandat.

## Privates
Nina Stahr ist verheiratet und hat drei Kinder.